# Сьленцин
Сьленцин (пол. Ślęcin) — село в Польщі, у гміні Нагловиці Єнджейовського повіту Свентокшиського воєводства.
Населення — 387 осіб (2011).
У 1975-1998 роках село належало до Келецького воєводства.

## Демографія
Демографічна структура на день 31 березня 2011 року:
|          | Загалом | Допрацездатний вік | Працездатний вік | Постпрацездатний вік |
| -------- | ------- | ------------------ | ---------------- | -------------------- |
| Чоловіки | 186     | 42                 | 123              | 21                   |
| Жінки    | 201     | 53                 | 102              | 46                   |
| Разом    | 387     | 95                 | 225              | 67                   |